# Список Лан'я
Список Лан'я (кит.: 琅琊榜; піньїнь: Lángyá Bǎng) — китайський телесеріал 2015 року, в основі сюжету - книга Хай Яня "Lang Ya Bang" (瑯琊榜). Інші варіанти перекладу назви: «Список Архіву Лан'я» та «Нірвана у вогні». 
Події серіалу не пов'язані з  конкретною династією, але орієнтовна епоха - це VI століття, період війн між державами Північна Вей і Південна Лян.
Режисерами серіалу стали Конг Шен і Лі Сюе, а в ролях Мей Чансу, принцеси Ніхуан і принца Цзін зіграли Ху Ге, Лю Тао і Ван Кай. Серіал розповідає про Лінь Шу, який під псевдонімом Мей Чансу приїжджає в столицю Лян, щоб добитися справедливості за змову, яка 12 років тому знищила його родину та військо.  За офіційною версією, Лінь Шу вже давно мертвий, його батько - підлий зрадник, а будь-яка згадка про ті події - непорушне табу. Чи вдасться герою повернути своє чесне ім'я, коли смерть вже другий раз стукає в його двері.
Драма мала комерційний успіх: на другий день показів кількість переглядів сягнула 100 мільйонів , а загальна кількість переглядів на iQiyi становила понад 3,3 мільярда до кінця серіалу.  «Нірвана у вогні » вважалася феноменом соціальних медіа, понад  3,55 мільярда публікацій на Sina Weibo, були пов'язані з прем'єрою та  які вихваляли її персонажів і сюжетну лінію.  Станом на грудень 2016 року перегляди склали 13 мільярдів, як повідомляє VLinkage. 
Продовження, Nirvana in Fire II: The Wind Blows in Chang Lin, транслювалося з грудня 2017 року по лютий 2018 року.  Наприкінці 2020 року Daylight Productions оголосила, що наразі триває робота над третім сезоном. 

## Сюжет
Армія Чіянь під проводом Генерала-командувача Великої Лян, Лінь Се, знищила ворожі сили Вей. Однак, коли виснажені в результаті затяжної битви солдати  збиралися святкувати перемогу, за наказом імператора всю армію було винищено. Причиною наказу стає інформація про планування повстання з участю тодішнього наслідного принца, принца Ці та родини Лінь. У результаті принц Ці та усі члени родини Лінь також були страчені. Мати принца Ці, дружина Чень, і дружина Лінь Се, сестра імператора, покінчили життя самогубством.
На щастя, сину Лінь Се, 19-річному Лінь Шу, вдається вижити та сховатися у Цзянху, світі бойових мистецтв. Лінь Шу вижив, але був сильно вражений смертельною "отрутою гіркого полум'я". Щоб врятувати його життя, голова Архіву Лан'я, Лінь Чен, зробив все можливе і неможливе, але Лінь Шу доведеться заплатити за цю відстрочку. Витримавши нелюдські муки, повністю змінивши зовнішність, втративши здатність займатися бойовими мистецтвами він врешті знаходить сили почати життя спочатку, адже тільки він може відновити чесне ім'я своєї родини та армії Чіянь. Прийнявши особистість вченого Мей Чансу, він створює союз Цзян Цзо і нарощує сили у Цзянху. 
Через дванадцять років Лінь Шу повертається до столиці під вигаданим ім'ям, щоб втрутитися в жорстоку боротьбу синів імператора.Мета Лінь Шу - домогтися справедливості, помститися і залишитися невпізнаним, але для цього потрібно подолати безліч перешкод. Крім цього, він не може допустити, щоб доля Великої Лян опинилася у руках кривавих тиранів та маніпуляторів. 

## У ролях
- Ху Ге — Мей Чансу/Су Чже/Лінь Шу
  - Чжан Чжехан у ролі підлітка Лінь Шу
- Лю Тао — принцеса Му Ніхуан
  - Пан Сяо Ян у ролі підлітка Ніхуан
- Ван Кай — Сяо Цзін'янь, принц Цзін

Другорядні герої
Альянс Цзян Цзо
- Лео Ву — Фей Лю
- Чжоу Ці Ці — Гун Ю
- Джин Донг — Лін Чен
- Ван Хун — Лі Ган

Імператорська родина Великої Лян
- Віктор Хуан — Сяо Цзінхуань, принц Ю
- Лю Мін Тао — наложниця Цзін
- Дін Йонг Дай —  імператор
- Гао Сінь — Сяо Цзінсюань, кронпринц Сіань
- Чжан Янь Янь у ролі великої принцеси Ліян
- Фан Сяо Лі — імператриця Янь
- Ян Юй Тін — шляхетна дружина Юе
- Нінвен Тонг — принц Цзі
- Джи Чен — Сяо Цзін'юй, принц Ці
- Чжен Ю Чжі — Велика вдовуюча Імператриця
- Ліна Чен — дружина Хуей

## Культурний вплив
Деякі мальовничі місця в Китаї також були змінені на Langya Ge (Langya Hall), щоб залучити туристів. Хоча всі провінції Аньхой, Цзянсу та Шаньдун стверджують, що там розгортаються дії драми, Хай Янь уточнив, що місце дії було вигаданим.  Через свою популярність у Кореї, місцева фірма Tourbucket  зробила тур «Lang Ya Bang» місцями знімання драми. Повідомляється, що під час туру шанувальники носили фірмовий плащ Мей Чансу. 
На конференції Big Data Index of Culture and Entertainment Industry Conference 2015, Мей Чансу, було названо «найбільш обговорюваним телевізійним персонажем (онлайн)».  Успіх екранізації призвів до зростання продажів оригінальної книги на Amazon більш ніж на 3300 відсотків. 

## Нагороди та номінації
Драма також була одним із лауреатів нагороди за видатну телевізійну драму на Flying Apsaras Awards, найвищої урядової нагороди, яка вручається за видатні досягнення в телевізійній індустрії. 
Конг Шенг також отримав нагороду як найкращий режисер.  У 2016 році SARFT визнав серіал однією з 20 найвидатніших драм року.  Серіал  також був номінований на премію Magnolia за найкращий телесеріал на 22-му Шанхайському телевізійному фестивалі .
| Нагорода                                                               | Категорія                                  | Номінант          | Резульат  | Джерело |
| ---------------------------------------------------------------------- | ------------------------------------------ | ----------------- | --------- | ------- |
| 6th Macau International Television Festival                            | Best Television Producer                   | Hou Hongliang     | Перемога  | [ 18 ]  |
| 6th Macau International Television Festival                            | Outstanding Television Series              | Список Лан'я      | Перемога  | [ 18 ]  |
| 7th China TV Drama Awards                                              | Top Ten Television Series                  | Список Лан'я      | Перемога  | [ 19 ]  |
| 7th China TV Drama Awards                                              | Кращий режисер                             | Конг Шенг, Li Xue | Перемога  | [ 19 ]  |
| 7th China TV Drama Awards                                              | Кращий актор                               | Ху Ге             | Перемога  | [ 19 ]  |
| 7th China TV Drama Awards                                              | Best Supporting Actor                      | Victor Huang      | Перемога  | [ 19 ]  |
| 7th China TV Drama Awards                                              | Most Popular Actor (Mainland China)        | Ванг Кай          | Перемога  | [ 19 ]  |
| 7th China TV Drama Awards                                              | Industry Contribution Award                | Hou Hongliang     | Перемога  | [ 19 ]  |
| 14th China's Annual Top List                                           | Entertainer of the Year                    | Ху Ге             | Перемога  | [ 20 ]  |
| 14th China's Annual Top List                                           | Entertainer of the Year                    | Ванг Кай          | Перемога  | [ 20 ]  |
| 14th China's Annual Top List                                           | Драма року                                 | Список Лан'я      | Перемога  | [ 20 ]  |
| Forbes China Original Culture Billboard Awards                         | Best Original TV Adaption                  | Список Лан'я      | Перемога  | [ 21 ]  |
| Weibo Night Awards Ceremony                                            | Most Powerful Actor of the Year            | Jin Dong          | Перемога  | [ 22 ]  |
| Weibo Night Awards Ceremony                                            | Most Powerful Actress of the Year          | Лю Тао            | Перемога  | [ 22 ]  |
| Weibo Night Awards Ceremony                                            | Best Newcomer of the Year                  | Лео Ву            | Перемога  | [ 22 ]  |
| Weibo Night Awards Ceremony                                            | Man of the Year                            | Ванг Кай          | Перемога  | [ 22 ]  |
| Weibo Night Awards Ceremony                                            | Best Performance by an Actress             | Liu Min Tao       | Перемога  | [ 22 ]  |
| Weibo Night Awards Ceremony                                            | Best Performance by an Actor               | Liu Yijun         | Перемога  | [ 22 ]  |
| Weibo Night Awards Ceremony                                            | Best Television Series Producer            | Hou Hongliang     | Перемога  | [ 22 ]  |
| State Administration of Press, Publication, Radio, Film and Television | Top 20 Most Outstanding Dramas of 2015     | Список Лан'я      | Перемога  |         |
| 1st China Quality Television Drama Ceremony                            | Quality Grand Award                        | Список Лан'я      | Перемога  | [ 23 ]  |
| 1st China Quality Television Drama Ceremony                            | Audience Favorite TV Series (Dragon TV)    | Список Лан'я      | Перемога  | [ 23 ]  |
| 1st China Quality Television Drama Ceremony                            | Quality Performance Grand Award            | Ху Ге             | Перемога  | [ 23 ]  |
| 1st China Quality Television Drama Ceremony                            | Кращий режисер                             | Конг Шенг         | Перемога  | [ 23 ]  |
| 1st China Quality Television Drama Ceremony                            | Кращий режисер                             | Li Xue            | Перемога  | [ 23 ]  |
| 1st China Quality Television Drama Ceremony                            | Кращий продюсер                            | Hou Hongliang     | Перемога  | [ 23 ]  |
| 1st China Quality Television Drama Ceremony                            | Most Popular Actress                       | Лю Тао            | Перемога  | [ 23 ]  |
| 1st China Quality Television Drama Ceremony                            | Most Marketable Actor                      | Ху Ге             | Перемога  | [ 23 ]  |
| 1st China Quality Television Drama Ceremony                            | Most Popular Actor                         | Ванг Кай          | Перемога  | [ 23 ]  |
| 19th Huading Awards                                                    | Best Drama                                 | Список Лан'я      | Перемога  | [ 24 ]  |
| 22ий Шанхайський телевізійний фестиваль                                | Best Television Series                     | Список Лан'я      | Номінація | [ 17 ]  |
| 22ий Шанхайський телевізійний фестиваль                                | Кращий режисер                             | Конг Шенг         | Перемога  | [ 17 ]  |
| 22ий Шанхайський телевізійний фестиваль                                | Кращий режисер                             | Li Xue            | Перемога  | [ 17 ]  |
| 22ий Шанхайський телевізійний фестиваль                                | Best Screenwriter                          | Hai Yan           | Номінація | [ 17 ]  |
| 22ий Шанхайський телевізійний фестиваль                                | Кращий актор                               | Ху Ге             | Перемога  | [ 17 ]  |
| 22ий Шанхайський телевізійний фестиваль                                | Best Supporting Actor                      | Ванг Кай          | Номінація | [ 17 ]  |
| 22ий Шанхайський телевізійний фестиваль                                | Best Supporting Actress                    | Liu Min Tao       | Номінація | [ 17 ]  |
| 8th Straits Film and Television Awards Ceremony                        | Most Popular Chinese TV Series             | Список Лан'я      | Перемога  | [ 25 ]  |
| 28th Golden Eagle Awards                                               | Кращий режисер                             | Конг Шенг, Li Xue | Номінація |         |
| 28th Golden Eagle Awards                                               | Best Screenwriter                          | Hai Yan           | Номінація |         |
| 28th Golden Eagle Awards                                               | Кращий актор (Audience's Choice for Actor) | Ху Ге             | Перемога  | [ 26 ]  |
| 28th Golden Eagle Awards                                               | Most Popular Actor                         | Ху Ге             | Перемога  | [ 26 ]  |

## Зовнішні посилання
- Nirvana in Fire на Weibo (Китайською)
- Nirvana in Fire на Sina.com (Китайською)
- Список Лан'я на сайті IMDb (англ.)
- Nirvana in Fire на Rakuten Viki